# Kim Yong-dae
Kim Yong-dae (kor. 김용대) (ur. 11 października 1979 w Miryang), koreański piłkarz występujący na pozycji bramkarza, reprezentant Korei i zawodnik klubu K-League Gwangju Sangmu Phoenix, gdzie gra od początku 2008 roku.